# Casas de Garcimolina
Casas de Garcimolina – gmina w Hiszpanii, w prowincji Cuenca, w Kastylii-La Mancha, o powierzchni 38,69 km². W 2011 roku gmina liczyła 30 mieszkańców.